# عنکبوت سربالوس
عنکبوت سربالوس(نام علمی: Cerbalus aravaensis) نام یک گونه از تیره عنکبوت‌های خرچنگی بزرگ است.